# Martin Fayulu
Martin Madidi Fayulu, né le 21 novembre 1956 à Kinshasa, est un homme politique de la république démocratique du Congo (RDC). Candidat de la coalition Lamuka à l'élection présidentielle de 2018, il est annoncé deuxième par la Commission électorale nationale indépendante (CENI) conformément aux résultats provisoires contestés par ce dernier et préalablement rejetés par l'Union africaine (UA), puis entérinés par la Cour constitutionnelle.
Selon les documents de la CENI et de la Conférence épiscopale nationale du Congo (CENCO), Martin Fayulu sortirait vainqueur avec 62,11 % des suffrages exprimés,.
Fayulu est candidat à l'élection présidentielle de 2023 et finit troisième avec 4,92 % des voix.

## Biographie
Martin Madidi Fayulu naît le 21 novembre 1956 à Kinshasa. Il est le fils de Ngamiaka Gérard Fayulu et de Makuya Marie Nsaka.

### Formation

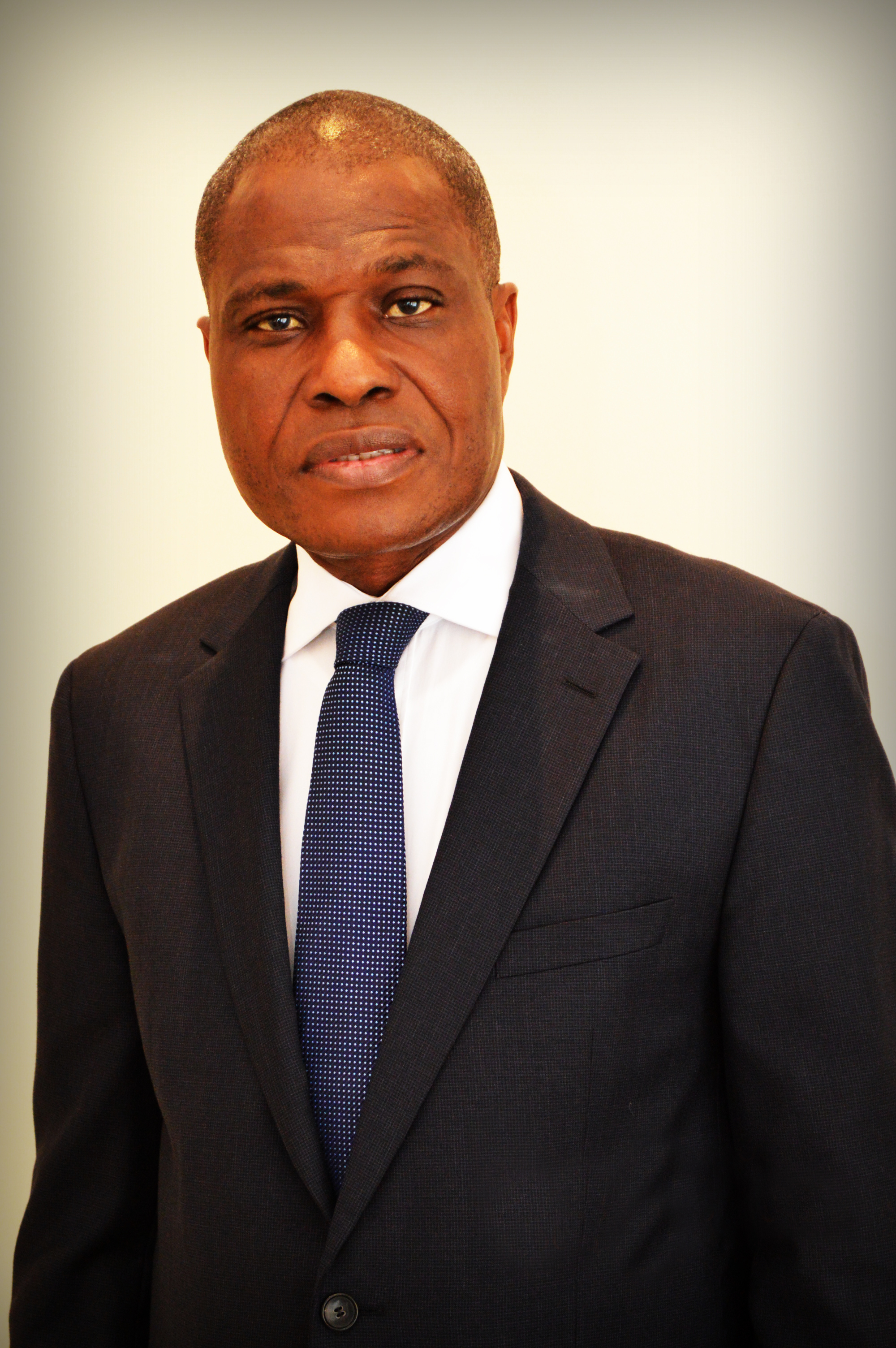
Fayulu en 2015.

Fayulu fréquente l'université Paris-XII où il obtient une maîtrise en économie générale, l'Institut supérieur de gestion de Paris ainsi que l'European University of America à San Francisco où il obtient une maîtrise en administration des affaires.

### Carrière dans les affaires
Il rejoint le groupe pétrolier Mobil à Kinshasa en septembre 1984 et termine sa carrière dans le groupe en 2003 au poste de directeur général d'ExxonMobil Éthiopie, après avoir assumé diverses responsabilités au siège de Mobil à Fairfax (États-Unis), au siège de Mobil Africa à Paris et dans d'autres affiliés ExxonMobil en Afrique (Côte d'Ivoire, Kenya, Nigeria et Mali).

### Débuts en politique
Martin Fayulu décide de s'engager en politique au début des années 1990. En 1990, il est président du Forum pour la démocratie et le développement (FDD) qui est alors membre de l'Union sacrée de l'opposition. En 1991, il participe à la Conférence nationale souveraine (CNS) au sein de laquelle il est vice-président de la Commission Économie, Industrie et PME.
En 1993, il est élu par ses pairs de la CNS comme membre du Haut Conseil de la république Parlement de Transition (HCR-PT). Élu en 2006, à la fois député provincial de la ville de Kinshasa et député national, il opte de siéger à l'Assemblée provinciale de Kinshasa, laissant ainsi son mandat de député national à son suppléant,.
En mars 2009, il participe à la création du parti Engagement pour la citoyenneté et le développement (ECiDé), parti duquel il est président. À l'élection législative de 2011, il est élu député national avec deux autres collègues du parti. Il démissionne en janvier 2017 pour protester contre le report des élections.
Martin Fayulu est également coordonnateur de la Coalition Lamuka, plate-forme politique qui regroupe une vingtaine de partis politiques. Ainsi que Sauvons la RDC, un regroupement socio-politique créé le 18 novembre 2013.

### Élection présidentielle de 2018
Le 11 novembre 2018, Martin Fayulu est désigné comme candidat à l'élection présidentielle du 23 décembre 2018 par ses partenaires membres de la coalition « Lamuka » (Réveille-toi, en lingala) après trois jours de concertation à Genève. Il s'engage alors, si élu, à effectuer un mandat de transition de deux ans. L'accord est cependant mort-né, deux des sept signataires, Félix Tshisekedi et Vital Kamerhe s'en retirant quelques jours plus tard sous la pression de leurs bases respectives.
Le 10 janvier 2019, la CENI proclame les résultats provisoires des élections du 30 décembre 2018. 18 329 318 votants se sont exprimés lors de ce suffrage, soit 47 % des 40 millions d'électeurs congolais susceptibles de voter. Avec 7 051 013 voix, soit 38,57 % de votes valablement exprimés en sa faveur, Félix Tshisekedi devance Martin Fayulu et ses 6 366 732 voix. Emmanuel Ramazani Shadary, candidat du parti du président sortant, termine sur la troisième marche du podium avec 4 357 359 voix. Néanmoins, Fayulu conteste les résultats et revendique 61 % des voix et les résultats sont mis en doute par la Conférence épiscopale nationale du Congo et par le gouvernement français.
Le 12 janvier, il dépose un recours à la Cour constitutionnelle.
Le 15 janvier, des fuites de résultats obtenues par RFI, le Financial Times, TV5 Monde, issues de résultats compilés par la Céni et par la Cenco, montreraient une victoire de Fayulu. Fayulu obtiendrait entre 62,8 et 73,61 %, Shadary entre 7,90 et 17,99 % et Tshisekedi entre 15 et 17 %,,,.
Dans la nuit du 19 au 20 janvier 2019, Félix Tshisekedi est proclamé président élu de la République par la Cour constitutionnelle. Fayulu s'autoproclame président élu et appelle la communauté internationale à ne pas reconnaître cette décision, en vain.
Élu député DO (Dynamique de l'Opposition) de Kinshasa I Lukunga fin 2018, il renonce à son mandat le 7 mars 2019.

### Élection présidentielle de 2023
En juillet 2022, lors du congrès qui s'est tenu à Kisangani, Fayulu est investi candidat de l'ECiDé pour l'élection présidentielle de décembre 2023. Dans un premier temps, la coalition Lamuka refuse de participer aux différentes élections, dont l'élection présidentielle, dénonçant le manque de transparence dans le processus électoral et un nombre élevé d'électeurs fictifs dans le fichier électoral. Toutefois, en septembre 2023, Martin Fayulu annonce sa candidature à l'élection présidentielle (qu'il dépose officiellement le 4 octobre),,. Sa candidature est acceptée par la Commission électorale nationale indépendante.
Martin Fayulu se classe troisième à l'élection présidentielle de 2023 avec 875 336 voix obtenues soit 4,92 %. Toutefois, le 25 janvier, Lamuka et Fayulu rejettent ces résultats, comme tous ceux annoncés par la CENI. Fayulu, tout comme Floribert Anzuluni et Moïse Katumbi, d'autres candidats à l'élection présidentielle, critiquent l'absence de toute compilation des votes par bureau de vote,.

### Après l'élection présidentielle
Les défaites militaires des Forces armées de la république démocratique du Congo (FARDC) dans son combat contre la résurgence du M23 dans l'est du pays au début de l'année 2025, fragilisent politiquement Félix Tshisekedi qui lance l'idée d'un gouvernement d'union nationale. Des consultations sont organisées avec de nombreuses organisations mais les principaux leaders de l'opposition (Fayulu, Kabila, Katumbi et Sesanga) refusent d'y participer, préférant participer à celles menées par la Conférence épiscopale nationale du Congo (Cenco) et l'Église du Christ au Congo. Ce dialogue inter-congolais est jugé nécessaire pour traiter des problèmes de la RDC, comme la corruption généralisée, le pillage des ressources naturelles ou la mauvaise gouvernance. En mai 2025, Fayulu et Kabila signent ainsi une déclaration commune après des années de brouille,.

### Vie privée
Martin Fayulu est chef d'entreprise dans divers secteurs, notamment l'hôtellerie, l'immobilier et l'agriculture. Il est marié à Esther Ndengue Fayulu et père de trois enfants. Il est évangélique.